# Lac Pambrun (Mont-Valin)
Pour les articles homonymes, voir Pambrun.
Le lac Pambrun est un plan d'eau douce s’avérant le lac de tête de la rivière des Montagnes Blanches, situé sur la rive Nord-Ouest du fleuve Saint-Laurent, dans le territoire non organisé de Mont-Valin, dans la municipalité régionale de comté (MRC) du Fjord-du-Saguenay, dans la région administrative de la Saguenay–Lac-Saint-Jean, dans la province de Québec, au Canada.
La foresterie constitue la principale activité économique du secteur ; les activités récréotouristiques sont accessoires compte tenu de l’éloignement géographique et du manque de routes d’accès,,.
La surface du lac Pambrun est habituellement gelée de la mi-novembre à la mi-avril, toutefois la circulation sécuritaire sur la glace se fait généralement du début de décembre à la fin de mars.

## Géographie
Les principaux bassins versants voisins du lac Pambrun sont :
- côté Nord : rivière Lerole, rivière du Cran Cassé, lac Plétipi, lac Maublant, lac Boivin, rivière Boivin ;
- côté Est : rivière des Montagnes Blanches, lac Plétipi, rivière aux Outardes ;
- côté Sud : rivière des Montagnes Blanches, Petite rivière des Perdrix Blanches, rivière à Michel, lac Piacouadie, lac Manouane ;
- côté Ouest : rivière à Michel, rivière du Cran Cassé, rivière Épervanche, rivière Péribonka, rivière Péribonka Est[1].

Principal plan d’eau de tête de la rivière des Montagnes Blanches, le lac Pambrun a une forme complexe, comportant quatre parties ; ce plan d’eau comptant plusieurs dizaines d’îles, baies et presqu’îles. Ce lac est alimenté par de nombreux ruisseaux. Le lac a une longueur de 8,6 km, une largeur maximale de 3,2 km et une altitude de 644 m.
L’embouchure du lac Pambrun est localisée au Nord-Est, soit à :
- 6,5 km au Sud-Est du cours de la rivière Lerole ;
- 14,2 km à l’Est du cours de la rivière Savane ;
- 20,3 km à l’Ouest du hameau Kauapushishkat ;
- 30,1 km au Sud-Ouest du lac Plétipi ;
- 34,5 km au Nord-Est du lac Benoît ;
- 51,7 km au Nord-Est du cours de la rivière Péribonka ;
- 43,3 km au Nord du lac Piacouadie ;
- 99,4 km au Nord-Ouest de l’embouchure de rivière des Montagnes Blanches[4],[1]

À partir de l’embouchure du lac Pambrun, le courant descend le cours de la rivière des Montagnes Blanches sur 132,2 km vers le Sud-Est, traverse le lac Manouane sur 30,0 km vers le Sud-Est, puis descend le cours de la rivière Manouane sur 150 km vers le Sud, le cours de la rivière Péribonka sur 602,7 km vers le Sud, traverse le lac Saint-Jean sur 29,3 km vers l’Est, puis emprunte sur 155 km le cours de la rivière Saguenay vers l’Est jusqu'à la hauteur de Tadoussac où il conflue avec le fleuve Saint-Laurent.

## Toponymie
Le toponyme Lac Pambrun évoque le souvenir de Pierre-Chrysologue Pambrun (1792-1841), originaire de L'Islet. Jeune lieutenant du corps des Voltigeurs. Pambrun se distingua en octobre 1813 à la bataille de la Châteauguay. Démobilisé l'année suivante, il entra en 1815 au service de la Compagnie de la Baie d'Hudson ; ce qui l'amena dans les postes de traite situés au-delà des Rocheuses où, de simple commis, il finit par devenir chef de poste à Walla Walla (dans l'État de Washington) où il mourut des suites d'une chute de cheval. La Commission de géographie du Québec, l'actuelle Commission de toponymie, a approuvé le toponyme « Lac Pambrun », en 1945.
Le toponyme « Lac Pambrun » a été officialisé le 5 décembre 1968 par la Commission de toponymie du Québec.